# Benevenuto
Humberto de Araújo Benevenuto (ur. 4 grudnia 1904 w Rio de Janeiro, zm. 24 lipca 1949 tamże) były brazylijski piłkarz grający na pozycji ofensywnego pomocnika.
Karierę zaczął w rodzinnym Rio de Janeiro w klubie Americano w 1921 roku. W roku 1923 przeszedł do we CR Flamengo, któremu pozostał wierny do 1929 roku. Następne lata jego kariery to ustawiczne zmiany barw klubowych. Benevenuto grał m.in. w: Botafogo FR, Cruzeiro EC czy też urugwajskim CA Peñarol. Z Flamengo zdobył mistrzostwo stanu Rio de Janeiro – Campeonato Carioca w 1925, 1927, oraz z Botafogo w 1932.
Na początku lat 30. występował w reprezentacji Brazylii, z którą pojechał na mistrzostwa świata w 1930 w Urugwaju, jednak nie wystąpił w żadnym meczu.